# Velograph
Der Velograph (französischer Markenname: Vélographe) ist die erste in der Schweiz erdachte, dort hergestellte und verkaufte Schreibmaschine nach dem Prinzip des Zeigersystems.

## Geschichte
Erfunden wurde diese Schreibmaschine 1886 vom Schweizer Adolphe Prosper d’Eggis (1855–1941) aus Fribourg. Der Velograph wurde ab 1887 von «Rymtowtt-Prince & Cie.» in Genf produziert. Er wurde 1889 auf der Pariser Weltausstellung gezeigt.

## Funktion
Das Zeichenfeld (Buchstaben) besteht aus einer Kreisscheibe, die einzelnen Buchstaben werden durch Drehen der Scheibe mit einem Drehknopf vorgewählt. Nach dem Einrasten des Zeichens wird ein Hebel niedergedrückt und der Abdruck erscheint auf dem Papier. Als Farbgeber wird ein Walzenfarbwerk verwendet. 1889 wurde ein verbesserter Velograph in der Schweiz patentiert; der Typ wurde vom Erfinder Adolphe d’Eggis «Commerciale» genannt und als kuppelförmiges Modell mit Farbband und zentralen Drehknopf hergestellt.